# 4661 Євес
4661 Євес (4661 Yebes) — астероїд головного поясу, відкритий 17 листопада 1982 року.
Тіссеранів параметр щодо Юпітера — 3,483.
Село Євес в реґіоні Алькаррія, яке описав лауреат Нобелівської премії Каміло Хосе Села в одному із своїх ранніх творів. Євес — це перша мала планета, відкрита в Євеському астрономічному центрі — оптичній і радіохвильовій обсерваторії, що за 70 кілометрів від Мадрида.